# Daniel Fernández Artola
Daniel "Dani" Fernández Artola (Barcelona, 20 januari 1983) is een Spaans voormalig profvoetballer die als rechter verdediger speelde. Fernández stond onder andere onder contract bij FC Barcelona, Metalurg Donetsk, N.E.C., Feyenoord en KRC Genk. Ook speelde hij voor het Catalaans elftal.

## Clubvoetbal

### FC Barcelona
Dani Fernández begon in de jeugdopleiding (cantera) van FC Barcelona. Via de jeugdelftallen kwam de middenvelder in de Juvenil A, het hoogste jeugdelftal van de club. Tijdens de voorbereiding voor het seizoen 2004/2005 werd hij door Frank Rijkaard bij het eerste elftal gehaald. Dani Fernández speelde in de oefenwedstrijden tegen CD Banyoles, UE Figueres en Palamós CF. Zijn debuut voor de hoofdmacht in een officiële competitie was op 15 november 2005 toen Dani Fernández in de basis startte in het duel tegen Gimnàstic de Tarragona in de halve finale van de Copa Catalunya.

### Metallurg Donetsk
In juni 2006 tekende Dani Fernández een contract voor drie jaar bij Metallurg Donetsk. De verdediger volgde hiermee Jordi Cruijff en trainer Àngel Alonso naar de Oekraïense club.
In december 2007 gooide Metallurg alle buitenlandse spelers plots uit de selectie. De transferrechten van Fernández zijn in handen van de voormalige vicevoorzitter van Metallurg. Hij brengt Fernández onder bij Arsenal Kiev maar voor die club zou hij nooit spelen. Op 17 januari 2008 maakte Fernández op huurbasis de overstap naar N.E.C.

### N.E.C.
In januari 2008 maakte hij de overstap naar de Nederlandse eredivisionist N.E.C., voor wie hij de rest van het seizoen op huurbasis zou uitkomen. N.E.C. verlengde de huurperiode met een jaar, voor het seizoen 2008/2009, maar op 14 april 2009 werd bekendgemaakt dat Feyenoord de Spanjaard overnam van N.E.C. Dani Fernández ging een contract aan voor drie jaar. Hij volgde hiermee zijn trainer Mario Been die al eerder dat jaar een contract tekende bij de Rotterdammers. Hoewel er ook belangstelling was van Spaanse clubs, koos Fernández dus voor de Rotterdamse club.

### Feyenoord Rotterdam

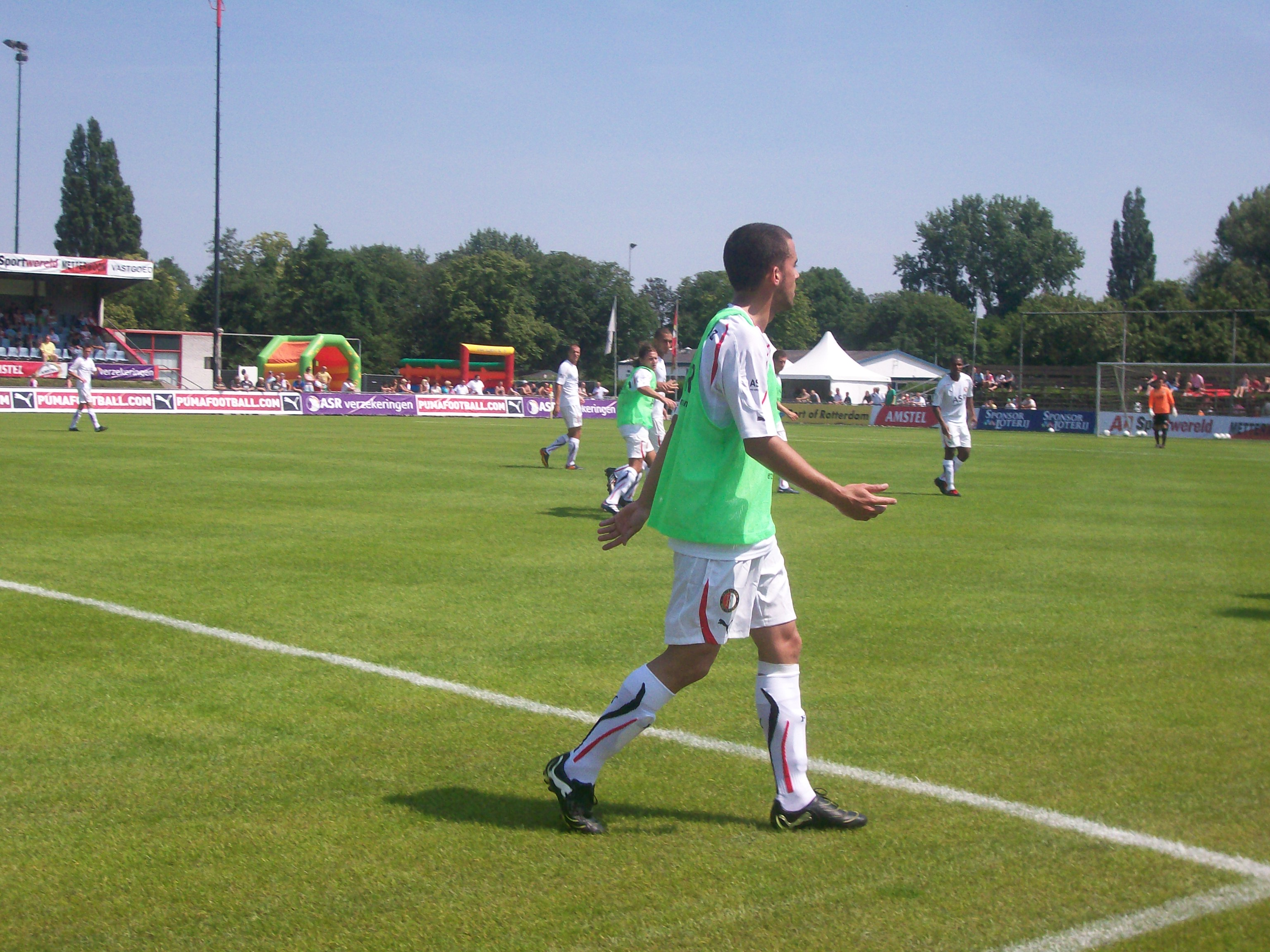
Dani Fernández op de Eerste Training 2010 van Feyenoord

Op 10 juni 2009 tekende Fernandéz een contract voor drie jaar bij Feyenoord, alwaar hij rugnummer 21 kreeg toegewezen. Op 13 september in de wedstrijd uit tegen Willem II raakte Dani Fernández ernstig geblesseerd. Dani Fernández landde raar na een duel met een speler van Willem II hierdoor raakte hij ernstig geblesseerd. Hij kwam hierdoor niet meer in actie in het seizoen 2009/2010.
Aan het begin van het seizoen 2010/2011 raakte Fernández opnieuw zwaar geblesseerd. Tijdens de training van 16 augustus 2010 scheurde hij de voorste kruisband van zijn rechterknie af.
In de tweede competitiewedstrijd van het seizoen 2011-2012 maakt Fernández zijn rentree in de wedstrijdselectie van Feyenoord. Op 14 maart 2012 maakt Feyenoord bekend dat zijn contract niet wordt verlengd.

### KRC Genk
Op 26 juli 2012 tekende Fernandéz een contract voor 1 jaar plus optie bij KRC Genk. Genk behaalde vorig jaar de derde plaats in de Jupiler Pro League en verzekerde zich zo van een Europees ticket. De rechtervleugelverdediger krijgt het rugnummer 21 toebedeeld. Hij vindt daar zijn oude coach Mario Been terug. In een vriendschappelijke wedstrijd tegen KVK Beringen scoorde hij met een mooie lobbal. Zijn eerste officiële goal voor Genk maakte hij in de Europa League tegen FC Luzern.

### OFI Kreta
Nadat medio 2013 zijn contract bij Genk afliep, vond hij een jaar geen club. In juli 2014 tekende hij voor twee seizoenen bij OFI Kreta. Op 4 februari 2015 liet hij zijn contract ontbinden.

### CE L'Hospitalet
Op 31 augustus 2015 verbond Fernández zich aan CE L'Hospitalet dat uitkomt in de Segunda División B. In 2017 degradeerde hij met zijn club naar de Tercera División. In 2019 beëindigde hij zijn loopbaan.

## Interlands
Dani Fernández speelde nog nooit voor het Spaans nationaal elftal. Wel deed hij in oktober 2006 mee in de wedstrijd van het Catalaans elftal tegen Baskenland.

## Statistieken

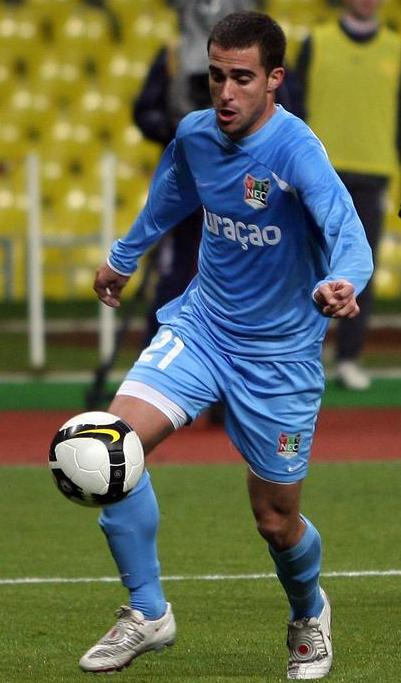
Fernández bij het UEFA Cupduel Spartak Moskou - N.E.C. 3 december 2008

| Seizoen | Land        | Club              | Competitie               | Wedstrijden | Goals |
| ------- | ----------- | ----------------- | ------------------------ | ----------- | ----- |
| 2002/03 | Spanje      | FC Barcelona B    | Segunda División B       | 13          | 0     |
| 2003/04 | Spanje      | FC Barcelona B    | Segunda División B       | 30          | 0     |
| 2004/05 | Spanje      | FC Barcelona B    | Segunda División B       | 30          | 0     |
| 2005/06 | Spanje      | FC Barcelona B    | Segunda División B       | 35          | 0     |
| 2006/07 | Oekraïne    | Metaloerh Donetsk | Vysjtsja Liha            | 20          | 0     |
| 2007/08 | Oekraïne    | Metaloerh Donetsk | Vysjtsja Liha            | 12          | 0     |
| 2007/08 | Oekraïne    | Arsenal Kiev      | Vysjtsja Liha            | 0           | 0     |
| 2007/08 | Nederland   | →N.E.C.           | Eredivisie               | 4           | 0     |
| 2008/09 | Nederland   | →N.E.C.           | Eredivisie               | 30          | 0     |
| 2009/10 | Nederland   | Feyenoord         | Eredivisie               | 5           | 0     |
| 2010/11 | Nederland   | Feyenoord         | Eredivisie               | 0           | 0     |
| 2011/12 | Nederland   | Feyenoord         | Eredivisie               | 5           | 0     |
| 2012/13 | België      | KRC Genk          | Jupiler Pro League       | 26          | 0     |
| 2013/14 | Zonder club | Zonder club       | Zonder club              |             |       |
| 2014/15 | Griekenland | OFI Kreta         | Alpha Ethniki            | 11          | 0     |
| 2015/16 | Spanje      | CE L’Hospitalet   | Segunda División B       | 30          | 1     |
| 2016/17 | Spanje      | CE L’Hospitalet   | Segunda División B       | 34          | 3     |
| 2017/18 | Spanje      | CE L’Hospitalet   | Tercera División Grupo 5 | 19          | 2     |
| 2018/19 | Spanje      | CE L’Hospitalet   | Tercera División Grupo 5 | 37          | 2     |
|         |             |                   | totaal                   | 341         | 8     |

## Erelijst
- Finalist Catalaanse Beker: 2006 (FC Barcelona)
- Beker van België: 2013 (KRC Genk)